# Université française en Arménie
 (octobre 2021).
Si vous disposez d'ouvrages ou d'articles de référence ou si vous connaissez des sites web de qualité traitant du thème abordé ici, merci de compléter l'article en donnant les références utiles à sa vérifiabilité et en les liant à la section « Notes et références ».
 (octobre 2021).
La mise en forme du texte ne suit pas les recommandations de Wikipédia : il faut le « wikifier ».
Les points d'amélioration suivants sont les cas les plus fréquents. Le détail des points à revoir est peut-être précisé sur la page de discussion.
- Les titres sont pré-formatés par le logiciel. Ils ne sont ni en capitales, ni en gras.
- Le texte ne doit pas être écrit en capitales (les noms de famille non plus), ni en gras, ni en italique, ni en « petit »…
- Le gras n'est utilisé que pour surligner le titre de l'article dans l'introduction, une seule fois.
- L'italique est rarement utilisé : mots en langue étrangère, titres d'œuvres, noms de bateaux, etc.
- Les citations ne sont pas en italique mais en corps de texte normal. Elles sont entourées par des guillemets français : « et ».
- Les listes à puces sont à éviter, des paragraphes rédigés étant largement préférés. Les tableaux sont à réserver à la présentation de données structurées (résultats, etc.).
- Les appels de note de bas de page (petits chiffres en exposant, introduits par l'outil «  Source ») sont à placer entre la fin de phrase et le point final[comme ça].
- Les liens internes (vers d'autres articles de Wikipédia) sont à choisir avec parcimonie. Créez des liens vers des articles approfondissant le sujet. Les termes génériques sans rapport avec le sujet sont à éviter, ainsi que les répétitions de liens vers un même terme.
- Les liens externes sont à placer uniquement dans une section « Liens externes », à la fin de l'article. Ces liens sont à choisir avec parcimonie suivant les règles définies. Si un lien sert de source à l'article, son insertion dans le texte est à faire par les notes de bas de page.
- La présentation des références doit suivre les conventions bibliographiques. Il est recommandé d'utiliser les modèles {{Ouvrage}}, {{Chapitre}}, {{Article}}, {{Lien web}} et/ou {{Bibliographie}}. Le mode d'édition visuel peut mettre en forme automatiquement les références.
- Insérer une infobox (cadre d'informations à droite) n'est pas obligatoire pour parachever la mise en page.

Pour une aide détaillée, merci de consulter Aide:Wikification.
Si vous pensez que ces points ont été résolus, vous pouvez retirer ce bandeau et améliorer la mise en forme d'un autre article.
L'université française en Arménie (UFAR) est un établissement d’enseignement supérieur, une université intergouvernementale et publique située à Erevan, la capitale de l'Arménie.

## Création et gouvernance
L'université française en Arménie (UFAR) est un établissement d'enseignement supérieur créé en 2000 en application de l'accord de coopération culturelle, scientifique et technique signé en 1995 entre les gouvernements français et arménien.
Ses fondateurs, les ministères de l’Éducation et de la Science et des Affaires étrangères de la République d’Arménie, le ministère français des Affaires étrangères et du Développement international et l’Ambassade de France en Arménie, ont ainsi manifesté l’importance qu’ils attachent à l’éducation et à la formation des jeunes arméniens, au service de l’Arménie et des relations franco-arméniennes.
Le conseil d'administration est composé des représentants du ministère français de l’Europe et des Affaires étrangères, du ministère arménien des Affaires étrangères, du ministère de l’Éducation, de la Science, de la Culture et du Sport de la RA, de l'université Jean Moulin Lyon 3 et des entreprises privées.  
La direction de l’UFAR est composée d’un recteur, d’un vice-recteur chargé des relations extérieures et de la qualité, d’un directeur administratif et financier et d’un directeur des études.
Les statuts de l'université française en Arménie précisent que le recteur est toujours français. Le 1er septembre 2022, Madame Salwa Nacouzi a pris les fonctions de recteur de l’UFAR. Avant de devenir rectrice, elle a travaillé à l’ambassade de France en Irak en tant que conseillère de coopération et d’action culturelle.
L’UFAR est un fleuron de la coopération entre la France et l’Arménie. A ce titre, l’UFAR a accueilli de très nombreuses personnalités du monde politique, économique et culturel. Par exemple, lors de sa visite en Arménie en avril 2015, à l'occasion du centenaire du génocide des Arméniens, le président François Hollande s'est rendu à l'université française en Arménie. Le président Emmanuel Macron a souligné dans ses discours aux réunions annuelles du CCAF (Conseil de coordination des organisations arméniennes de France) à Paris en 2019 et 2020, l’importance de l’UFAR comme axe majeur de la collaboration diplomatique entre la France et l’Arménie.
4 éléments de différenciation font de l’UFAR une université haut de gamme et rendent la formation proposée unique : la professionnalisation, l’ouverture sur le monde, l’intégrité et la féminisation. 
Une preuve factuelle de la professionnalisation réside dans le fait que plus de 92% des anciens des 15 promotions de l’UFAR travaillent. De même, l’enseignement alterne théorie et pratique, avec beaucoup d’études de cas et de projets industriels, animés par une multitude d’enseignants professionnels du domaine. Pour renforcer cet axe de professionnalisation, l’Accélérateur 28 a été créé fin 2020, une structure d’appui favorisant l’entrepreneuriat en Arménie. Des conventions ont été signées avec des partenaires académiques afin d’accueillir leurs étudiants : le Conservatoire d’État d’Erévan, l’Académie des Beaux-Arts d’Erévan, l’université d’agriculture nationale d’Arménie, l’Institut d'État arménien de la culture physique et du sport, l’université nationale d’architecture et de construction d’Arménie.
Un élément de différenciation de l’UFAR par rapport à sa concurrence est le lien que l’UFAR crée pour ses étudiants avec l’Europe et le monde. En obtenant un double diplôme (européen/français et arménien), en approfondissant des langues étrangères (notamment le français), en étant en contact fréquent avec des enseignants étrangers, les étudiants de l’UFAR bénéficient de liens internationaux particulièrement forts.
La valeur de l’intégrité était au fondement même de la création de l’UFAR. Dès leur entrée à l'université, les étudiants savent que l’évaluation impartiale, la surveillance des examens et les commissions de discipline font de l’UFAR un établissement totalement intègre.
Avec 73,6% étudiantes, l’UFAR est un centre de production d’une élite féminine en Arménie. De même, l’UFAR dispose de presque 60% d’apprenantes en informatique et aussi en finance. Si au niveau national la forte proportion des femmes dans les effectifs étudiants du supérieur, notamment en master ne constitue pas une particularité, au niveau international ce fait est assez distinctif, plus particulièrement dans le secteur des nouvelles technologies.

## Objectifs
L’UFAR a pour vision de devenir un leader de l’enseignement supérieur dans le Caucase et une université française à l’étranger de référence.
Sa mission stratégique est de transformer des jeunes en dirigeants intègres, responsables et ouverts sur le monde. En 2021, l’UFAR compte plus de 1800 étudiants, dix doctorants et plus de 2500 anciens. L’Université a pour vocation de préparer des spécialistes de haut niveau correspondant à la demande du marché du travail arménien, capables de mettre en œuvre leurs compétences, connaissances et savoir-faire internationaux au profit du développement économique de l'Arménie et des relations entre l'Arménie, la France et l'Europe.
Fortement impliquée dans la francophonie, membre de l'Agence Universitaire de la Francophonie, l'UFAR gère depuis le mois de mars 2011 la chaire Senghor de la Francophonie de l’Arménie, dont Madame Salwa Nacouzi, Rectrice de l’UFAR est titulaire. Madame Nacouzi a été élue vice-présidente du Réseau International des Chaires Senghor de la Francophonie (RICSF) lors de l'Assemblée générale du RICSF du 12 octobre 2022, tenue à Ottawa.
Ouverte aux enjeux internationaux, l'université entend contribuer pleinement à l'avenir de l'Arménie, en proposant :
- des partenariats avec le monde professionnel,
- des spécialisations à forts débouchés,
- un double diplôme arménien et français (conforme à la norme européenne LMDE)

Les anciens de l’UFAR occupent des emplois de responsabilité dans les domaines des nouvelles technologies, de marketing, de gestion, de droit, de comptabilité-audit dans les entreprises les plus actives et performantes d’Arménie. De nombreux étudiants sont recrutés avant même la fin de leurs études.
Ils constituent le vivier des élites de demain. Chaque promotion, à l’issue de son cursus, connaît un taux d’insertion professionnelle en Arménie de l’ordre de 90 % et de presque 95 % au bout de trois ans. Les résultats des enquêtes sur l’insertion professionnelle sont publiés sur le site officiel de l’UFAR.

## Partenaires académiques
L'université Jean-Moulin-Lyon-III (UJML) est le partenaire académique historique de l'UFAR. Sa contribution dans la visibilité locale et internationale de l’UFAR est majeure à travers plus de 20 ans de soutien et d’accompagnement au développement de l’UFAR vers les standards internationaux. Elle est souvent citée comme l’Alma Mater de l’UFAR.
Depuis 2018, l'UFAR a développé un partenariat académique avec l'université Toulouse-III-Paul-Sabatier dans le cadre de l'ouverture de la faculté d'informatique et de mathématiques appliquées (IMA). Les programmes de licence et de master de l'UJML et de l'IAE Lyon sont dans le top 5 du classement Eduniversal 2018-2019 et l’université Toulouse-III-Paul-Sabatier est dans le top 50 du classement académique des meilleures universités du monde.

## Offre de formation
L’UFAR comprend cinq facultés :
- Droit,
- Gestion,
- Marketing,
- Finances

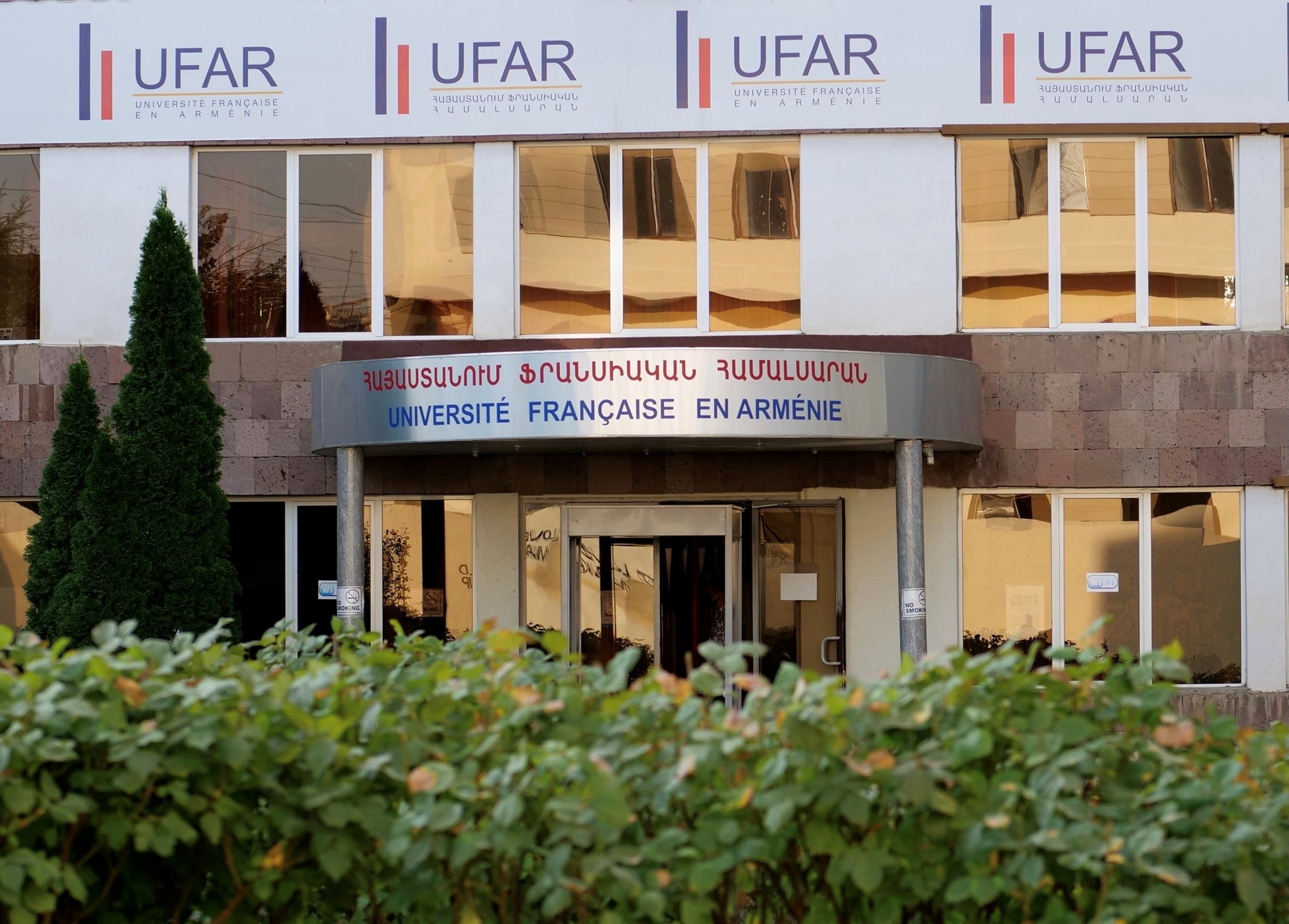
Université française en Arménie.

- Informatique et mathématiques appliquées.

L’université française en Arménie délivre des doubles diplômes nationaux (français et arméniens) de licences en droit, économie et gestion (mention : droit), en science de gestion, (mention : gestion, parcours Finance ou Marketing ), en informatique ainsi que des masters en droit international ,droit privé international et comparé, marketing et vente, finance et contrôle de gestion. L’UFAR a aussi un programme de doctorat.
Depuis 2018, l’UFAR propose une formation à la faculté d’informatique et mathématiques appliquées (IMA). Le partenariat académique pour cette faculté est construit avec l'université Paul-Sabatier Toulouse 3. Au cours des deux premières années du cycle de licence, les étudiants acquièrent des connaissances fondamentales dans les domaines des mathématiques théoriques et appliquées, de l'informatique, mais aussi une sensibilisation à l'économie et la comptabilité. Un effort important est également fait dans l’apprentissage des langues notamment du français, mais aussi de l’anglais et du russe, comme dans toutes les formations de l’UFAR. Par ailleurs, dès la première année de licence le programme permet d’intégrer la dimension de gestion de projets innovants et d’entrepreneuriat grâce à un partenariat avec le centre de technologies créatives TUMO et l’Union Européenne (Centre de Convergence UE-TUMO).

## Concours d’entrée, organisation des études et stages
Le concours d’entrée à l’UFAR est organisé indépendamment du concours d’État. Ainsi, les examens d’entrée selon les facultés sont les suivants :
- Droit : langue arménienne, langue étrangère (français, anglais ou allemand), sciences sociales
- Gestion : langue arménienne, langue étrangère (français, anglais ou allemand), mathématiques
- Marketing : langue arménienne, langue étrangère (français, anglais ou allemand), mathématiques
- Finances : langue arménienne, langue étrangère (français, anglais ou allemand), mathématiques
- Informatique et mathématiques appliquées : mathématiques approfondies, langue étrangère (français, anglais ou allemand)[8].

La durée des études en licence est de 4 ans, elle est de 2 ans pour le master et de 3-4 ans pour le doctorat.  
La connaissance du français n’est pas obligatoire pour entrer à l'université. 
Pendant les deux premières années, les étudiants suivent, en plus des matières générales et de spécialité, des cours intensifs de français, validés par un test reconnu à l’échelle internationale. Sa réussite conditionne la poursuite des études. Ainsi, les étudiants, qui en majorité (environ 90 %) n’ont pas étudié le français avant d’entrer à l’UFAR, sont capables dès la troisième année, de suivre les enseignements en français.
L'objectif des formations de licence est d'apporter aux étudiants les connaissances fondamentales dans leur domaine ainsi qu'une spécialisation leur permettant d'accéder au monde du travail dans des emplois de premier niveau de responsabilité.
À partir de la troisième année, 20 % des cours au minimum sont dispensés en français; et en master, ce sont près de 50 %, notamment avec l’appui des professeurs des universités Jean-Moulin Lyon 3 et Toulouse Paul-Sabatier qui effectuent des missions à l’UFAR. 
Chaque année, plus de 60 étudiants font leur stage professionnel à l’étranger et particulièrement en France. Depuis 14 ans, il est de tradition d’organiser un Forum Entreprises à l’UFAR. Ce forum est devenu un lieu de rencontre des partenaires professionnels les plus actifs en Arménie avec leurs futurs stagiaires, étudiants en licence ou master de l’UFAR, mais aussi de recruter les diplômés.
L’UFAR propose des Masters professionnels adaptés aux besoins du pays. Les Masters à l’UFAR ont pour objectif de former des spécialistes de haut niveau correspondant à la demande du marché du travail arménien; et de leur permettre de mettre en œuvre leurs compétences, connaissances et savoir-faire au profit du développement de l’Arménie. Ils acquièrent des compétences de dirigeant, devenant capables d’encadrer des équipes et d’évoluer vers des fonctions de direction.
Les enseignements de master font intervenir des experts dans les différents champs pédagogiques, des experts français, souvent chercheurs renommés, mais aussi des experts du monde socio-économique qui apportent la dimension professionnelle indispensable à une formation qui ouvre rapidement les portes de l’emploi.
Le parcours doctoral implique une inscription académique à la fois en Arménie, mais aussi dans une école doctorale française, et un directeur de thèse français. La thèse se déroule en trois ou quatre ans et suppose une présence à temps complet de l’étudiant à l’UFAR, mais aussi un stage de 2 à 3 mois par an en France auprès de l’école doctorale d’appui. En règle générale et selon la nature des financements, l’UFAR et ses partenaires allouent une bourse mensuelle au doctorant et cofinancent les séjours en France.
La sélection des candidats se fait par une publication officielle et la mise en place d’un examen d’entrée, selon le nombre de places ouvertes en thèse pour l’année suivante. L’UFAR, grâce à l’appui du ministère de l’Éducation arménienne, dispose d’une place de doctorat par an associée à une exemption de service militaire.
Deux fois par an, en automne et au printemps, des journées portes ouvertes sont organisées à l’UFAR pour accueillir les élèves et leurs familles et présenter les formations, la vie universitaire et les débouchés.

## Frais de scolarité
Les droits de scolarité sont calculés de façon à être compatibles avec le niveau de vie en Arménie. L’UFAR accorde des bourses d’excellence aux meilleurs étudiants, permettant la prise en charge totale ou partielle des droits d’inscription. Elle est aussi fortement engagée dans les aides sociales aux étudiants et soutient les familles bien au-delà du cadre règlementaire, avec notamment l’appui de l’Ambassade de France en Arménie, du gouvernement arménien, de l’UGAB, de l’AAAS (l’action d’aides sociales arméniennes), de l’Union des avocats francophones, de l’ACBA bank, de l’Amundi ACBA, de Raymond Yézéguelian, de SoftConstruct, de la Fondation KASA, du FAF (Fonds arménien de France), du cabinet Guéviguian, des Éditions SIGEST, de l’Institut Tchobanian, de la Fondation arménienne d'éducation, etc.

## Atouts
L’UFAR bénéficie d’atouts cruciaux qui en fait un établissement unique en Arménie : ouverture sur le monde (avec en particulier le double diplôme), intégrité dans son fonctionnement, opportunité pour tous (notamment les jeunes étudiants) et une forte professionnalisation.